# جام باشگاه‌های جهان کوچک ۱۹۵۷
جام باشگاه‌های جهان کوچک ۱۹۵۷ (به طور رسمی، "جام جمهوری ونزوئلا") ششمین دوره جام باشگاه‌های جهان کوچک بود، مسابقاتی که دوره اول آن بین سال‌های ۱۹۵۲ تا ۱۹۵۷ و دوره دوم آن بین سال‌های ۱۹۶۳ و ۱۹۶۵در ونزوئلا برگزار شد. این تورنمنت توسط چهار شرکت‌کننده، نیمی از اروپا و نیمی از آمریکای جنوبی در قالب نوبت‌گردشی انجام شد. بازیکنان برجسته‌ای مانند دیدی و گارینشا برای بوتافوگو، رامون ویلاورده که پس از تورنمنت سال ۱۹۵۳ دوباره ظاهر شدند، آنتونی رامالتس، استانیسلاو باسورا و اواریستو برای بارسلونا، روبرتو سوسا، هکتور نونز و گیرمو اسکالادا برای ناسیونال و مارسلینو کامپانال برای سویا. همچنین خوزه سانتاماریا مدافع رئال مادرید در ترکیب ناسیونال حضور داشت.
این آخرین دوره مسابقات قهرمانی با نام اصلی و درجه اهمیت آن بود. پس از ایجاد جام باشگاه‌های اروپا، تلاش‌های باشگاه‌های اروپایی همه این بود که جام نوپای آن زمان را به چالش بکشند و تورنمنت ونزوئلا را خالی کنند. رئال مادرید، قهرمان اروپا در ۱۹۵۵–۵۶، در مسابقات ۱۹۵۶ شرکت کرد؛ اما پس از حفظ عنوان اروپایی خود در سال‌های ۱۹۵۶–۵۷، رئال مادرید در مسابقات ونزوئلا در سال ۱۹۵۷ شرکت نکرد، که در نهایت آخرین تورنمنت در این سری اصلی بود. دیگر تیم‌های دعوت شده که در این رقابت شرکت نکردند، لاتزیو، اتلتیکو مادرید، اتلتیک بیلبائو و فلومیننزه بودند.
تیم بارسلونا قهرمان این رقابت‌ها شد و اولین عنوان خود را به دست آورد و رامون ویلاورده مهاجم اروگوئه‌ای با ۶ گل آقای گل شد.

## شرکت کنندگان
| تیم      | نحوه صعود                        |
| -------- | -------------------------------- |
| سویا     | مقام دوم لالیگا ۱۹۵۶–۵۷          |
| بارسلونا | مقام سوم لالیگا ۱۹۵۶–۵۷          |
| بوتافوگو | مقام سوم جام کاریوکا ۱۹۵۶        |
| ناسیونال | قهرمان لیگ دسته اول اروگوئه ۱۹۵۶ |

## بازی‌ها
| بوتافوگو                     | ۲–۰    | سویا |
| ---------------------------- | ------ | ---- |
| پامپولینی ۲' · پائولینیو ۵۳' | Report |      |

| بارسلونا                          | ۴–۰    | ناسیونال |
| --------------------------------- | ------ | -------- |
| ویلاورده ۴'، ۵۹'، ۷۸' · تجادا ۶۳' | Report |          |

| ناسیونال               | ۲–۲    | سویا                     |
| ---------------------- | ------ | ------------------------ |
| بروسکسی ۱۴' · نونز ۶۷' | Report | کوییرو ۳۳' · دامینیچ ۴۱' |

| بارسلونا                     | ۳–۰    | بوتافوگو |
| ---------------------------- | ------ | -------- |
| تجادا ۵'، ۷۵' · اواریستو ۲۷' | Report |          |

| بوتافوگو                                       | ۴–۰    | ناسیونال |
| ---------------------------------------------- | ------ | -------- |
| دیدی ۵' · کوارانتینیا ۴۳' · پائولینیو ۵۰'، ۷۰' | Report |          |

| بارسلونا               | ۳–۲    | سویا                   |
| ---------------------- | ------ | ---------------------- |
| اواریستو ۱۸'، ۳۰'، ۴۲' | Report | کوییرو ۱' · ماراور ۵۸' |

| بوتافوگو                                    | ۴–۰    | سویا |
| ------------------------------------------- | ------ | ---- |
| پائولینیو ۱۴' · گارینشا ۳۹'، ۸۵' · دیدی ۶۰' | Report |      |

| بارسلونا                         | ۳–۲    | ناسیونال             |
| -------------------------------- | ------ | -------------------- |
| ویلاورده ۱۳'، ۲۵' · اواریستو ۳۰' | Report | سائوتو ۲' · نونز ۷۵' |

| بارسلونا                | ۲–۲    | سویا                   |
| ----------------------- | ------ | ---------------------- |
| جنسانا ۳۰' · باسورا ۶۷' | Report | رامونی ۴۸' · پاهوت ۷۰' |

| ناسیونال                 | ۲–۲    | بوتافوگو                   |
| ------------------------ | ------ | -------------------------- |
| اسکالادا ۱۰' · رومرو ۴۴' | Report | پائولینیو ۲۰' · ادیسون ۲۱' |

| سویا                           | ۳–۱    | ناسیونال             |
| ------------------------------ | ------ | -------------------- |
| پایا ۵' · پپیلو ۴۷' · آرسا ۶۸' | Report | هریرا ۷۰' (گل‌به‌خودی) |

| بارسلونا                 | ۲–۲    | بوتافوگو                  |
| ------------------------ | ------ | ------------------------- |
| باسورا ۵' · ویلاورده ۳۵' | Report | گارینشا ۶۵' · نیوالدو ۷۵' |

## جدول نهایی
| تیم      | امتیاز | بازی | برد | باخت | تساوی | گل زده | گل خورده | تفاضل |
| -------- | ------ | ---- | --- | ---- | ----- | ------ | -------- | ----- |
| بارسلونا | ۱۰     | ۶    | ۴   | ۲    | ۰     | ۱۷     | ۸        | ۹     |
| بوتافوگو | ۸      | ۶    | ۳   | ۲    | ۱     | ۱۴     | ۷        | ۷     |
| سویا     | ۴      | ۶    | ۱   | ۲    | ۳     | ۹      | ۱۴       | -۵    |
| ناسیونال | ۲      | ۶    | ۱   | ۲    | ۴     | ۷      | ۱۸       | -۱۱   |

## گلزنان
| رتبه | بازیکن            | باشگاه   | گل |
| ---- | ----------------- | -------- | -- |
| ۱    | رامون ویلاورده    | بارسلونا | ۶  |
| ۲    | اواریستو ده ماکدو | بارسلونا | ۵  |
| ۲    | پائولینیو         | بوتافوگو | ۵  |
| ۳    | گارینشا           | بوتافوگو | ۳  |

## قهرمان
| قهرمان جام باشگاه‌های جهان کوچک ۱۹۵۷ |
| ----------------------------------- |
| بارسلونا                            |
| اولین قهرمانی                       |